# Roman Steinberg
Roman Steinberg (Tallin, Estonia, 5 de abril de 1900-Tallin, 16 de abril de 1928) fue un deportista estonio especialista en lucha grecorromana donde llegó a ser medallista de bronce olímpico en París 1924.

## Carrera deportiva
En los Juegos Olímpicos de 1924 celebrados en París ganó la medalla de bronce en lucha grecorromana estilo peso medio, tras los luchadores finlandeses Edvard Westerlund (oro) y Arthur Lindfors (plata).